# Olfactores
Olfactores là một nhánh trong Chordata bao gồm Tunicata (Urochordata) và Vertebrata (đôi khi được gọi là Craniata). Olfactores đại diện cho phần lớn các loài thuộc ngành Chordata, vì Cephalochordata là không có trong nhánh này. Nhánh này được xác định bởi hệ khứu giác phát triển hơn, ở thế hệ động vật có xương sống, ngay lập tức gây ra sự xuất hiện của lỗ mũi.
Một mào thần kinh thô sơ xuất hiện ở các loài Tunicata, ám chỉ sự hiện diện của nó trong tổ tiên Olfactores, vì động vật có xương sống có mào thần kinh thực sự. Do vậy, chúng còn được gọi là Cristozoa.

## Giả thuyết Olfactores
Trong khi có giả thuyết cho rằng Cephalochordata là đơn vị phân loại chị em với Craniata đã có từ lâu và đã từng được chấp nhận rộng rãi—có khả năng bị ảnh hưởng bởi sự biến đổi đáng kể về hình thái của Tunicata từ các loài Chordata khác, với các loài Cephalochordata thậm chí còn được đặt biệt danh là 'động vật có xương sống danh dự'—các nghiên cứu từ năm 2006 phân tích các bộ dữ liệu giải trình tự lớn ủng hộ mạnh mẽ Olfactores như một nhánh.